# Szturowcy

Słowaccy budziciele narodowi na obrazie Jany Krivosovej w kościele ewangelickim w Bratysławie

Szturowcy, także generacja szturowska (słow. štúrovci) – grupa pisarzy, działaczy literackich i społecznych skupionych wokół Ľudovíta Štúra, która odegrała kluczową rolę w wyodrębnieniu się nowoczesnego narodu słowackiego spomiędzy innych ludów. Zazwyczaj, acz częściowo błędnie, utożsamiana z całością słowackiego romantyzmu.

## Początki
O romantyzmie na obszarze obecnej Słowacji i szturowcach można mówić już od roku 1836, kiedy to wystąpiły dwie istotne cezury: 24 kwietnia odbyła się przygotowana przez Štúra w ścisłej konspiracji wyprawa na Devín, podczas której jego najbliżsi przyjaciele i współpracownicy przyjęli symboliczny chrzest, złożyli przysięgę na wierność sprawie słowackiej i uzgodnili wyznaczone sobie role w przygotowywaniu odrodzenia narodowego. W tym samym roku opublikowany został zbiór Plody Zboru učenců řeči českoslovanské prešporského, najwcześniejszy manifest literacki pokolenia młodych romantyków czeskich i słowackich, których ośrodkiem działalności było bratysławskie liceum ewangelickie. Lata 1836–1843 są uznawane za okres preromantyczny w literaturze słowackiej.

## Działalność literacka

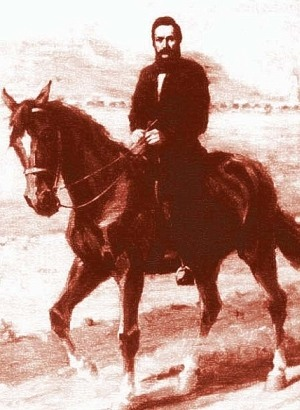
Ľudovít Štúr

Podstawę literatury tworzonej przez szturowców stanowiła kodyfikacja języka słowackiego, o której postanowił Ľudovít Štúr wraz z gronem najbardziej zaufanych współpracowników na zebraniu 14 lutego 1843 roku. Reguły postanowił sformułować przede wszystkim na podstawie dialektu środkowosłowackiego. Pracę swoją uwieńczył w roku 1846, wydając dzieła Nárečja Slovenskuo alebo potreba písanja v tomto nárečí oraz Nauka reči Slovenskej. W ideologii szturowców język słowacki należał do sfery sacrum, co odzwierciedlał w swoim postępowaniu między innymi Samo Vozár, który po posłużeniu się językiem węgierskim nie zwykł powracać do słowackiego dopóty, dopóki nie wypłukał sobie ust. Generacja szturowska utrzymywała, że słowacki jest najdoskonalszym, najbardziej harmonijnym spośród wszystkich języków słowiańskich.
Podstawowym zadaniem koncepcji literackich forsowanych przez szturowców było pobudzenie świadomości narodowej Słowaków i skłonienie ich do walki o swoją tożsamość oraz wolność. Dlatego też Ľudovít Štúr wymagał od siebie i swoich współpracowników, aby ich twórczość poświęcona była przede wszystkim opisowi domniemanego czy też postulowanego ducha narodu, co miało być realizowane poprzez opieranie się na wzorcach zaczerpniętych z folkloru. Od poezji oczekiwał zaangażowania patriotycznego i nieustannego wzmiankowania o narodzie. Wpływy literatury zachodniej uważał za niekorzystne, a nawet demoralizujące. Bliższe było mu słowianofilstwo i na tym tle odwoływał się do twórczości polskiej, w szczególności Adama Mickiewicza i Zoriana Chodakowskiego.

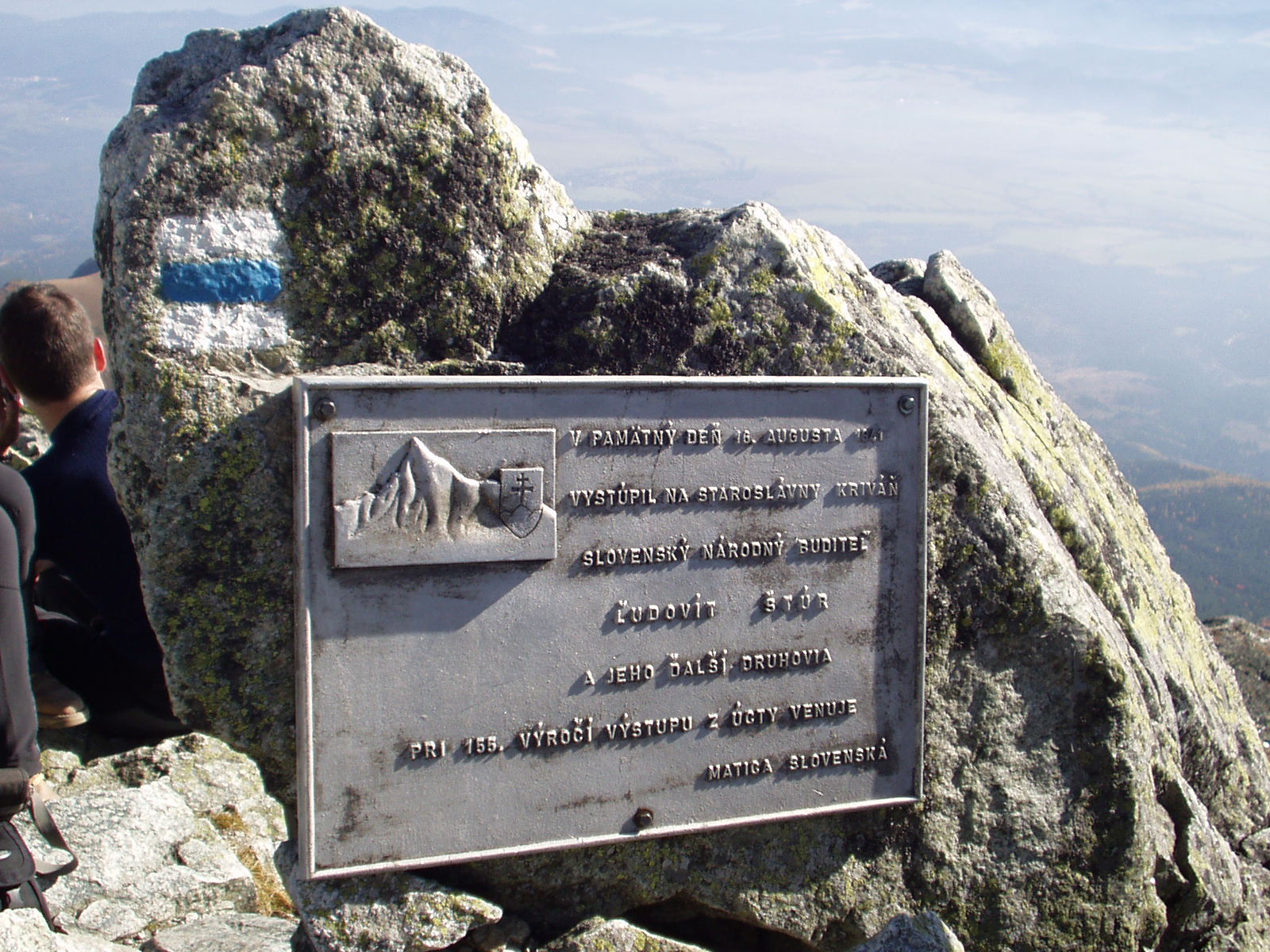
Tablica upamiętniająca zdobycie Krywania przez Ľudovíta Štúra i jego towarzyszy

Poczesne miejsce w literaturze tworzonej przez szturowców zajmowały Tatry, a zwłaszcza Krywań. Nie była to jednak literatura górska per se, we współczesnym rozumieniu tego określenia. Góry te miały symbolizować narodowe wyswobadzanie się z niewoli. Określenie „synowie Tatr” zaczęło wówczas jednoznacznie opisywać Słowaków, gdyż uważano ten łańcuch górski za „wcieloną ideę Słowacji”. Również współcześnie ponad połowa Słowaków uznaje Tatry za najważniejszy symbol narodowy. Co nietypowe w stosunku do innych narodów, wskutek ogólnego przyjęcia tak rozumianej symboliki geograficznej ustalenie znaczenia metaforycznego miejsc kraju wymienianych w danym utworze nie wymaga od wykształconych czytelników słowackich zastanowienia, jego odczyt jest automatyczny.
Do najważniejszych twórców z kręgu szturowców zalicza się Janka Kráľa, Jána Bottę i Sama Chalupkę. Wymieniany w tej roli bywa także Andrej Sládkovič, autor Maryny (słowackiego eposu narodowego), choć sam Ľudovít Štúr bezwzględnie krytykował jego twórczość. Do generacji szturowskiej należał także Janko Matúška, autor hymnu Słowacji. Oprócz literatury pięknej szturowcy wydawali także czasopisma, jak Slovenskje národňje noviny z dodatkiem literackim Orol tatranský (w latach 1845–1848).

## Działalność społeczna
Szturowcy wraz ze swoim liderem twierdzili, odzwierciedlając zresztą powszechne przekonanie, że podstawą tworzenia nowoczesnej tożsamości słowackiej musi być praca z ludnością rolniczą. Z tego powodu podjęli zdecydowaną walkę z powszechną biedą, alkoholizmem i analfabetyzmem. Ich działalność oświatowa opierała się przede wszystkim na masowym zakładaniu szkółek niedzielnych, programowo połączonych z bibliotekami. W każdej z osobna lokalizacji nauka przebiegała stale (z naciskiem na okres jesienno-zimowy) i dwuetapowo: chętnym do rozwoju umożliwiano najpierw zaznajomienie się z czytaniem, pisaniem i rachunkami, a następnie omawiano w języku słowackim ówczesny stan wiedzy w rozmaitych dziedzinach nauki.
Celem walki z ubożeniem ludności wiejskiej skutkującym ułatwionym wynaradawianiem i madziaryzacją szturowcy organizowali lokalne związki samopomocy. Charakteryzowały się one działaniem na zasadach demokratycznych, a jednym z ich podstawowych założeń programowych był antyfeudalizm. Udzielały niskooprocentowanych kredytów Słowakom zagrożonym głodem, wywłaszczeniem, popadnięciem w zależność lub lichwę. Zakładano także przytułki dla wdów, sierot, starców, upośledzonych i wyrzutków społecznych, jak również spółdzielnie sadownicze, które w znacznej części przetrwały do współczesności. Osobno, przeważnie opierając się na parafiach katolickich, tworzono koła trzeźwości i walki z alkoholizmem.
Generacja szturowska zaktywizowała się politycznie, poczynając od roku 1840. Trzykrotne akcje masowego składania petycji nie przyniosły wymiernych korzyści, a w roku 1844 konspiracja oparta na liceum bratysławskim została częściowo rozbita. W ramach reperkusji Ľudovít Štúr utracił stanowisko sekretarza Instytutu Języka i Literatury Czechosłowackiej i odszedł do Lewoczy, dokąd podążyła za nim znaczna część jego studentów. Temu zdarzeniu historiografia słowacka przypisuje ogromne znaczenie symboliczne, poniekąd analogiczne do wpływu ucieczki Mahometa z Mekki do Medyny na rozwój islamu. Podczas Wiosny Ludów Ľudovít Štúr wraz ze swoimi współpracownikami politycznymi, Jozefem Miloslavem Hurbanem i Michalem Miloslavem Hodžą, stanął na czele Słowackiej Rady Narodowej przewodzącej powstaniu słowackiemu skierowanemu przeciw powstaniu węgierskiemu, ponieważ uważał Węgrów za bardziej bezpośrednie zagrożenie dla istnienia narodu słowackiego i liczył na korzyści polityczne płynące ze współpracy z Austrią, które – pomimo upadku powstania węgierskiego – nie ziściły się. Odtąd znaczenie polityczne szturowców słabło, aby zaniknąć całkowicie na początku lat sześćdziesiątych XIX wieku. Kres ruchu był po części skutkiem śmierci jego lidera, który 22 grudnia 1855 roku w niezupełnie zbadanych okolicznościach odniósł podczas polowania ciężką ranę uda i zmarł po trzech tygodniach.

## Krytyka

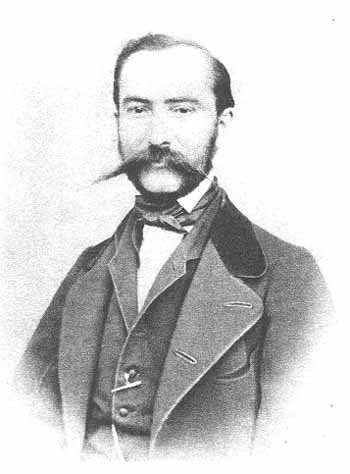
Ján Kalinčiak

Ze szczególnie dotkliwą krytyką Štúra i szturowców wystąpił słowacki poeta klasycystyczny piszący po czesku Ján Kollár, ówczesny nestor literatury czeskiej i słowackiej. Uważając za konieczne dla przetrwania wewnątrz monarchii habsburskiej zachowanie wspólnego, dobrze już wykształconego języka literackiego, w liście otwartym napisał między innymi: „(…) wy wszyscy przekreślacie i zabijacie żywot plemienia słowackiego; jesteście samobójcami, godnymi pożałowania ślepcami (…) biada! biada! biada i Wam, panie Štúr! Pan sam pod sobą gałąź podciął (…) Przed Panem więc my wszyscy pozostali musimy życia naszego plemienia bronić (…)”. Kollár posunął się przy tym do manipulacji wypowiedziami innych autorów, pragnąc wykazać powszechny brak zgody na powstanie języka słowackiego. Jego opinia nie była jednak odosobniona: znaczna część inteligencji czesko-słowackiej, zwłaszcza w jej starszym pokoleniu, uważała szturowców za niebezpiecznych sekciarzy usiłujących podnieść zepsutą gwarę do poziomu języka literackiego i rozmyślnie podzielić walczący o swoje istnienie naród.
Ocena szturowców w wykonaniu historyków literatury jest także bardzo zróżnicowana. O ile niepodobna zaprzeczyć im decydującego wpływu na rozwój słowackiej tożsamości narodowej, o tyle wpływ tego nurtu na literaturę słowacką nie był jednoznaczny. Podczas gdy słowaccy badacze piszą o nim niemal wyłącznie pozytywnie, w pracach zagranicznych zwraca się uwagę na to, iż skutki sztywnych założeń szturowskich, sprowadzających się w praktyce do systemu zakazów i nakazów literackich, nie mogły być korzystne dla rozwoju młodych pisarzy. Szturowcy, między innymi, cenzurowali przekłady utworów skądinąd cenionego przez nich Mickiewicza, gdy znajdowały się w nich wątki rozbieżne z przyjętym systemem założeń.
Niektóre prace posuwają się wręcz do uznania Ľudovíta Štúra za dyktatora kulturowego. Bywa mu z tego względu przypisywane stłamszenie talentu Andreja Sládkoviča, co nie wydaje się jednak w pełni uzasadnione, mimo że lider ruchu rzeczywiście krytykował postawę autora Maryny, w obronie którego wystąpił wówczas bliski współpracownik Štúra, Ján Kalinčiak, wskazując na zasadność czerpania z rozwiniętych wzorców literatury zachodnioeuropejskiej oraz nieadekwatność uznawania folkloru za wyznacznik (nie zaś jedynie inspirację) kultury wysokiej. Bardziej reprezentatywny dla nurtu był jednak Jozef Hurban, który w największym zakresie pomagał Štúrowi w kształtowaniu wymogów literackich, potępiając literaturę pozasłowiańską oraz wszelkie zagadnienia osobiste, miłosne czy intymne.